# Автошлях Т 2015
| Автошлях Т 2015                                         |                          |
| \| Т 2015 \|                                            |                          |
| Автошлях Т 2015 поблизу с. Касперівці (серпень 2013 р.) |                          |
| Країна                                                  | Україна                  |
| Область                                                 | Тернопільська            |
| Райони                                                  | Борщівський, Заліщицький |
| Відкрита                                                |                          |
| Довжина                                                 | Загальна — 36 км.        |
| Від                                                     | міста Борщів Р24         |
| До                                                      | міста Заліщики М19       |
| Мапа                                                    |                          |
| Автошлях Т 2015                                         |                          |
| Маршрут                                                 |                          |
| Борщівський район                                       |                          |
| Борщів                                                  | Р24                      |
| Висічка                                                 | 4,9 км                   |
| Пищатинці                                               | 5,5 км                   |
| Стрілківці                                              | 7,3 км                   |
| Королівка                                               | 10,0 км                  |
| Заліщицький район                                       |                          |
| Новосілка                                               | 17,0 км                  |
| Касперівці                                              | 27,0 км                  |
| Бедриківці                                              | 33,0 км                  |
| Дзвиняч                                                 | 38 км М19                |
| Заліщики                                                | 40 км М19                |
| Т 2015                                                  |                          |

Автошлях Т 2015 — автомобільний шлях територіального значення в Тернопільській області. Проходить територією Борщівського та Заліщицького районів. Загальна довжина — 36  км. Проходить через такі населені пункти: Висічка, Пищатинці, Стрілківці, Королівка, Новосілка, Касперівці, Бедриківці, Дзвиняч, (до серпня 2012 проходив через Добрівляни).